# Drženice
Drženice este o comună slovacă, aflată în districtul Levice din regiunea Nitra. Localitatea se află la altitudinea de 218 m deasupra n.m., se întinde pe o suprafață de 12,87 km2 și în 2017 număra 375 de locuitori.

## Istoric
Localitatea Drženice este atestată documentar din 1296.

## Demografie
| An:                | 1994 | 2004   | 2014   | 2024   |
| ------------------ | ---- | ------ | ------ | ------ |
| Număr de persoane: | 431  | 417    | 380    | 389    |
| Diferență:         |      | −3,24% | −8,87% | +2,36% |

| An:                | 2023 | 2024   |
| ------------------ | ---- | ------ |
| Număr de persoane: | 386  | 389    |
| Diferență:         |      | +0,77% |